# Henri Troyat
Henri Troyat, seudónimo de Levón Aslani Thorosián (en armenio: Լևոն Ասլանի Թորոսյան, en ruso: Lev Aslánovich Tarásov (Лев Асланович Тарасов) (Moscú, 1 de noviembre de 1911 - París, 2 de marzo de 2007) fue un escritor, historiador y biógrafo francés de origen armenio y ruso.

## Biografía
Escritor francés, autor de grandes ciclos de novelas y de numerosas biografías que hacen de él un escritor muy leído. Su verdadero nombre es Liev Tarásov; pertenecía a una familia de ricos negociantes exiliada en París durante la Revolución de Octubre y realizó sus estudios en el liceo Janson-de-Sailly y en el liceo Pasteur de Neully. Tras licenciarse en Derecho publicó sus primeras novelas (Día falso, 1935, premio de novela populista; La Araña, 1938, Premio Goncourt), que se inscriben dentro de la tradición intimista y psicológica francesa; después escribió relatos fantásticos (Fosa común, 1939). En las postrimerías de la guerra, se ilustró con avidez sobre los grandes ciclos de novelas y, así, escribió Mientras la tierra dure (1947-1950), historia de una familia rusa desde 1888 hasta 1939, en la que se enfrentan los revolucionarios, los zaristas y los oportunistas, o La luz de los justos (1959-1963), que narra la trayectoria de un joven oficial ruso en la primera mitad del siglo XIX. Siembra y cosecha (1953-1958) y Los herederos del porvenir (1958) dan un panorama de la sociedad moderna narrada a través de la historia de unas familias francesas. Gran admirador de Dostoievski y de Tolstói, pero también de Zola y Balzac, cuatro autores a los que dedicó monumentales biografías (publicadas respectivamente en 1960, 1965, 1994 y 1995), Troyat se siente identificado con el realismo del siglo XIX, así, cuenta con minuciosidad la vida día a día de sus personajes. Se le deben otras biografías, como la de Gógol (1971); de Catalina la Grande (1977), de Pedro el Grande (1979), de Nicolás II (1991) y de Nicolás I (2000).
Trabajador infatigable, ha publicado libros al ritmo de dos gruesos volúmenes por año y goza de una gran notoriedad: el número de sus lectores franceses le sitúa justo detrás de Balzac y al mismo nivel que Guy des Cars. Su última novela, La traque, se publicó en febrero de 2006. Fue admitido en la Academia Francesa en 1959.
Murió el 2 de marzo de 2007, con 95 años.

## Obras (títulos en idioma original y traducciones en español)
- Faux Jour (1935) Día falso.
- Le Vivier (1935)
- Grandeur nature (1936)
- La Clef de voûte (1937)
- L’Araigne (1938) La Araña.
- La Fosse commune (1939) Fosa común.
- Dostoïevski (1940)
- Le Jugement de Dieu (1941)
- Le mort saisit le vif (1942)
- Du Philanthrope à la Rouquine (1945)
- Le Signe du taureau (1945)
- Les Ponts de Paris (1946)
- Pouchkine (1946)
- Les Vivants, pièce en trois actes (1946)
- Tant que la terre durera, t. I (1947) Mientras la tierra dure.
- Le Sac et la Cendre, Tant que la terre durera, t. II (1948) Mientras la tierra dure.
- La Case de l’oncle Sam (1948).
- Sébastien, pièce en trois actes (1949).
- Étrangers sur la terre, Tant que la terre durera, t. III (1950) Mientras la tierra dure.
- La Tête sur les épaules (1951).
- La Neige en deuil (1952).
- L’Étrange Destin de Lermontov (1952).
- Les Semailles et les Moissons, t. I (1953) Siembra y cosecha.
- Amélie, Les Semailles et les Moissons, t. II (1955) Siembra y cosecha.
- De Gratte-ciel en cocotier (1955).
- La Maison des bêtes heureuses (1956).
- Sainte Russie, souvenirs et réflexions suivi de l’Assassinat d’Alexandre II (1956).
- La Grive, Les Semailles et les Moissons, t. III (1956) Siembra y cosecha.
- Tendre et violente Elisabeth, Les Semailles et les Moissons, t. IV (1957).
- Naissance d’une Dauphine (1958)
- La Rencontre, Les Semailles et les Moissons, t. V (1958) Siembra y cosecha.
- La Lumière des justes. Tome I : Les Compagnons du Coquelicot. (1959) La luz de los justos.
- La Vie quotidienne en Russie au temps du dernier tsar (1959).
- La Lumière des justes. Tome II: La Barynia. (1960) La luz de los justos.
- La Lumière des justes. Tome III: La Gloire des vaincus. (1961) La luz de los justos.
- La Lumière des justes. Tome IV: Les Dames de Sibérie. (1962).
- Une extrême amitié (1963).
- La Lumière des justes. Tome V: Sophie ou la Fin des combats. (1963).
- Le Geste d’Ève (1964).
- Les Eygletière, t. I (1965).
- Tolstoï (1965).
- La Faim des lionceaux, Les Eygletière, t. II (1966).
- La Malandre, Les Eygletière, t. III (1967).
- Les Héritiers de l’avenir. Tome I: Le Cahier. (1968) Los herederos del porvenir.
- Les Héritiers de l’avenir. Tome II: Cent un coups de canon. (1969) Los herederos del porvenir.
- Les Héritiers de l’avenir. Tome III: L’Éléphant blanc. (1970) Los herederos del porvenir.
- Gogol (1971) Gogol.
- La Pierre, la Feuille et les Ciseaux (1972).
- Anne Prédaille (1973).
- Le Moscovite, t. I (1974) El moscovita.
- Les Désordres secrets, Le Moscovite, t. II (1974)
- Les Feux du matin, Le Moscovite, t. III (1975).
- Un si long chemin (1976).
- Le Front dans les nuages (1976).
- Grimbosq (1976).
- Catherine la Grande (1977) Catalina la Grande.
- Le Prisonnier n° I (1978) El prisionero n.° 1.
- Pierre le Grand (1979) Pedro el Grande.
- Viou (1980).
- Alexandre I er (1981).
- Ivan le Terrible (1982) Iván el Terrible.
- Le Pain de l’étranger (1982) El pan del extranjero.
- La Dérision (1983).
- Tchekhov (1984).
- Marie Karpovna (1984).
- Le Bruit solitaire du cœur (1985).
- Tourgueniev (1985).
- À demain, Sylvie (1986).
- Gorki (1986).
- Le Troisième Bonheur (1987).
- Flaubert (1988).
- Toute ma vie sera mensonge (1988).
- Maupassant (1989).
- La Gouvernante française (1989).
- Alexandre II, le tsar libérateur (1990).
- La Femme de David (1990).
- Aliocha (1991).
- Nicolas II, le dernier tsar (1991). Nicolás II.
- Youri (1992).
- Zola (1992).
- Verlaine (1993).
- Le Chant des Insensés (1994).
- Baudelaire (1994).
- Le Marchand de masques (1994).
- Balzac (1995).
- Le Défi d’Olga (1995).
- Raspoutine (1996) Rasputín.
- Votre très humble et très obéissant serviteur (1996).
- L’Affaire Crémonnière (1997).
- Juliette Drouet (1997).
- Le Fils du satrape (1998).
- Terribles tsarines (1998) Las Zarinas.
- Namouna ou la chaleur animale (1999).
- Les turbulences d’une grande famille (1999).
- Nicolas Ier (2000). Nicolás I.
- La Ballerine de Saint-Pétersbourg (2000).
- Marina Tsvetaeva: L'éternelle insurgée (2001).
- La Fille de l'écrivain (2001).
- L'Étage des bouffons (2002).
- Paul Ier, Le tsar mal aimé (2002) Pablo I, El Zar que nadie amó.
- La Fiancée de l'ogre (2004).
- Alexandre III (2004).
- La Baronne et le musicien (2004).
- Alexandre Dumas. Le cinquième mousquetaire (2005).

Obras sin clasificar:
- Las luces del alba.
- El arquitecto.
- El descarado.

- Datos: Q193674
- Multimedia: Henri Troyat / Q193674